# Copa Sudamericana 2005

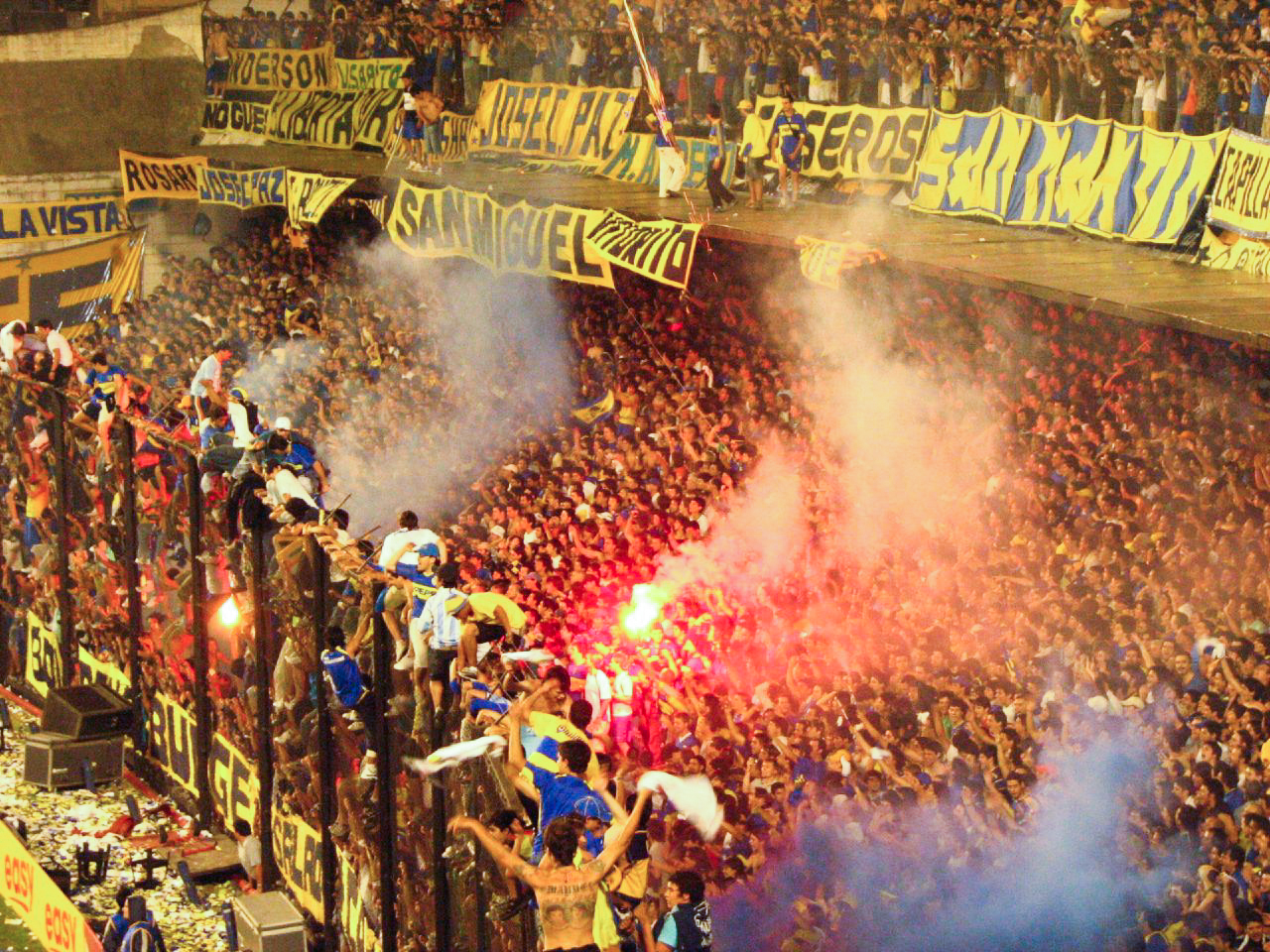
Fankurve der Boca Juniors im Finalrückspiel gegen die UNAM Pumas

Die Copa Sudamericana 2005 war die 4. Ausspielung des zweitwichtigsten südamerikanischen Fußballwettbewerbs für Vereinsmannschaften, der aufgrund des Sponsorings des Automobilherstellers Nissan auch unter der Bezeichnung „Copa Nissan Sudamericana“ firmierte. In dieser vierten Saison nahmen insgesamt 34 Mannschaften, einschließlich Titelverteidiger Boca Juniors teil. Darunter 31 Teams aus den 10 Mitgliedsverbänden der CONMEBOL und erstmals 3 Teams aus dem Bereich der CONCACAF. Dies waren Club América und UNAM Pumas aus Mexiko und D.C. United aus den USA. Der Wettbewerb wurde wie gehabt in der zweiten Jahreshälfte ausgespielt. Er begann am 9. August 2005 mit der Ausscheidung in Bolivien und Uruguay und endete am 18. Dezember 2005 mit dem Finalrückspiel in Buenos Aires. Der Boca Juniors konnte seinen Titel verteidigen und als erste Mannschaft die Copa Sudamericana ein zweites Mal gewinnen.

## Modus
Im Vergleich zum Vorjahr gab es einige Änderungen am Austragungsmodus. Erstmals wurde ein Achtelfinale gespielt für das sich wie gehabt die jeweiligen Sieger der regionalen Ausscheidungsrunden qualifizierten. Weitere sechs Mannschaften waren direkt für das Achtelfinale qualifiziert. Dies waren drei Teams aus Argentinien und die drei Teams aus dem Bereich der CONCACAF. Ab dem Achtelfinale wurde wie bisher im reinen K.-o.-System mit Hin- und Rückspiel gespielt wurde. Bei Punkt- und Torgleichheit galt die Auswärtstorregel. War auch die Zahl der auswärts erzielten Tore gleich, folgte im Anschluss an das Rückspiel unmittelbar ein Elfmeterschießen. Diese Regelung galt auch für das Finale.

## Ausscheidung Argentinien
Die Hinspiele fanden am 10. und 18., die Rückspiele am 25. und 28. August 2005 statt.
|                   | Gesamt |                         | Hinspiel | Rückspiel |
| ----------------- | ------ | ----------------------- | -------- | --------- |
| CA Banfield       | 3:2    | Estudiantes de La Plata | 2:0      | 1:2       |
| Newell’s Old Boys | 0:1    | Rosario Central         | 0:0      | 0:1       |

Argentiniens Vertreter für das Achtelfinale waren somit CA Banfield und Rosario Central.

## Ausscheidung Brasilien
Die Hinspiele fanden am 17., die Rückspiele am 31. August 2005 statt.
|                  | Gesamt          |                | Hinspiel | Rückspiel |
| ---------------- | --------------- | -------------- | -------- | --------- |
| Fluminense FC    | 3:3 (4:2 i. E.) | FC Santos      | 2:1      | 1:2       |
| Goiás EC         | 1:3             | SC Corinthians | 0:2      | 1:1       |
| SC Internacional | 3:2             | FC São Paulo   | 2:1      | 1:1       |
| EC Juventude     | 2:3             | Cruzeiro EC    | 1:3      | 1:0       |

Brasiliens Vertreter für das Achtelfinale waren somit der Fluminense FC, SC Corinthians, der SC Internacional und Cruzeiro EC.

## Ausscheidung Chile / Peru

### 1. Runde
Die Hinspiele fanden am 10. und 11., die Rückspiele am 24. und 25. August 2005 statt.
|                           | Gesamt          |                         | Hinspiel | Rückspiel |
| ------------------------- | --------------- | ----------------------- | -------- | --------- |
| Universitario de Deportes | 2:2 (1:4 i. E.) | Alianza Atlético        | 1:1      | 1:1       |
| CF Universidad de Chile   | (a)2:2(a)       | CD Universidad Católica | 1:2      | 1:0       |

### 2. Runde
Das Hinspiel fand am 30. August, das Rückspiel am 7. September 2005 statt.
|                         | Gesamt |                  | Hinspiel | Rückspiel |
| ----------------------- | ------ | ---------------- | -------- | --------- |
| CD Universidad Católica | 5:2    | Alianza Atlético | 5:0      | 0:2       |

Für das Achtelfinale qualifizierte sich CD Universidad Católica Santiago aus Chile.

## Ausscheidung Bolivien / Ecuador

### 1. Runde
Die Hinspiele fanden am 9. und 11., die Rückspiele am 25. August 2005 statt.
|                    | Gesamt    |              | Hinspiel | Rückspiel |
| ------------------ | --------- | ------------ | -------- | --------- |
| Club The Strongest | 4:2       | Club Bolívar | 2:1      | 2:1       |
| CD El Nacional     | (a)5:5(a) | LDU Quito    | 3:4      | 2:1       |

### 2. Runde
Das Hinspiel fand am 30. August, das Rückspiel am 8. September 2005 statt.
|                    | Gesamt |           | Hinspiel | Rückspiel |
| ------------------ | ------ | --------- | -------- | --------- |
| Club The Strongest | 5:1    | LDU Quito | 2:1      | 3:0       |

Für das Achtelfinale qualifizierte sich Club The Strongest aus Bolivien.

## Ausscheidung Paraguay / Uruguay

### 1. Runde
Die Hinspiele fanden am 9. und 16., die Rückspiele am 23. August 2005 statt.
|                   | Gesamt          |                    | Hinspiel | Rückspiel |
| ----------------- | --------------- | ------------------ | -------- | --------- |
| Club Guaraní      | 3:3 (3:4 i. E.) | Club Cerro Porteño | 1:2      | 2:1       |
| Defensor Sporting | 5:4             | Danubio FC         | 2:3      | 3:1       |

### 2. Runde
Das Hinspiel fand am 30. August, das Rückspiel am 6. September 2005 statt.
|                    | Gesamt |                   | Hinspiel | Rückspiel |
| ------------------ | ------ | ----------------- | -------- | --------- |
| Club Cerro Porteño | 3:1    | Defensor Sporting | 2:0      | 1:1       |

Für das Achtelfinale qualifizierte sich der Club Cerro Porteño Asunción aus Paraguay.

## Ausscheidung Kolumbien / Venezuela

### 1. Runde
Die Hinspiele fanden am 16. und 18., die Rückspiele am 23. und 24. August 2005 statt.
|                | Gesamt          |                       | Hinspiel | Rückspiel |
| -------------- | --------------- | --------------------- | -------- | --------- |
| Deportivo Cali | 2:2 (6:7 i. E.) | Atlético Nacional     | 2:0      | 0:2       |
| Trujillanos FC | 5:2             | AC Mineros de Guayana | 3:1      | 2:1       |

### 2. Runde
Das Hinspiel fand am 30. August, das Rückspiel am 8. September 2005 statt.
|                | Gesamt |                   | Hinspiel | Rückspiel |
| -------------- | ------ | ----------------- | -------- | --------- |
| Trujillanos FC | 1:7    | Atlético Nacional | 1:5      | 0:2       |

Für das Achtelfinale qualifizierte sich Atlético Nacional Medellín aus Kolumbien.

## Achtelfinale
Teilnehmer waren die zehn Sieger der regionalen Ausscheidungen und folgende sechs Mannschaften die durch ein Freilos automatisch qualifiziert waren:
 Boca Juniors
 River Plate
 CA Vélez Sársfield
 Club América
 UNAM Pumas
 D.C. United
Die Hinspiele fanden vom 13. bis 21. September die Rückspiele vom 22. September bis 5. Oktober 2005 statt.
|                    | Gesamt    |                         | Hinspiel | Rückspiel |
| ------------------ | --------- | ----------------------- | -------- | --------- |
| D.C. United        | 3:4       | CD Universidad Católica | 1:1      | 2:3       |
| SC Corinthians     | (a)1:1(a) | River Plate             | 0:0      | 1:1       |
| CA Vélez Sársfield | 3:2       | Cruzeiro EC             | 2:0      | 1:2       |
| Fluminense FC      | 3:1       | CA Banfield             | 3:1      | 0:0       |
| Rosario Central    | 1:2       | SC Internacional        | 0:1      | 1:1       |
| Club Cerro Porteño | 3:7       | Boca Juniors            | 2:2      | 1:5       |
| UNAM Pumas         | 4:3       | Club The Strongest      | 3:1      | 1:2       |
| Club América       | 7:4       | Atlético Nacional       | 3:3      | 4:1       |

## Viertelfinale
Die Hinspiele fanden am 18., 19. und 26. Oktober, die Rückspiele am 9., 10. und 2. November 2005 statt.
|                  | Gesamt |                         | Hinspiel | Rückspiel |
| ---------------- | ------ | ----------------------- | -------- | --------- |
| Fluminense FC    | 2:3    | CD Universidad Católica | 2:1      | 0:2       |
| SC Corinthians   | 2:4    | UNAM Pumas              | 2:1      | 0:3       |
| SC Internacional | 2:4    | Boca Juniors            | 1:0      | 1:4       |
| Club América     | 0:4    | CA Vélez Sársfield      | 0:2      | 0:2       |

## Halbfinale
Die Hinspiele fanden am 23. und 24. November, die Rückspiele am 30. November und 1. Dezember 2005 statt.
|                    | Gesamt |                         | Hinspiel | Rückspiel |
| ------------------ | ------ | ----------------------- | -------- | --------- |
| CA Vélez Sársfield | 0:4    | UNAM Pumas              | 0:0      | 0:4       |
| Boca Juniors       | 3:2    | CD Universidad Católica | 2:2      | 1:0       |

## Finale

### Hinspiel
| UNAM Pumas                                                        | UNAM Pumas | Boca Juniors | Boca Juniors |
| ----------------------------------------------------------------- | --- | --- | ------------ |
| UNAM Pumas                                                        | \| 6. Dezember 2005 in Mexiko-Stadt (Estadio Olímpico Universitario) \| \| Ergebnis: 1:1 (0:1) \| \| Zuschauer: 65.000 \| \| Schiedsrichter: Jorge Larrionda ( Uruguay) \|                                                                              | \| 6. Dezember 2005 in Mexiko-Stadt (Estadio Olímpico Universitario) \| \| Ergebnis: 1:1 (0:1) \| \| Zuschauer: 65.000 \| \| Schiedsrichter: Jorge Larrionda ( Uruguay) \|                                                                                                   | Boca Juniors |
| UNAM Pumas                                                        | Sergio Bernal – Israel Castro, Joaquín Beltrán , Darío Verón, Marco Antonio Palacios – Gonzalo Pineda, Gerardo Galindo, Leandro Augusto, Aílton (46. Joaquín Botero) – Bruno Marioni, Antonio de Nigris (46. Ismael Íñiguez) Cheftrainer: Miguel España | Roberto Abbondanzieri – Juan Krupoviesa, Rolando Schiavi, Daniel Díaz, Hugo Ibarra – Pablo Ledesma, Fernando Gago, Federico Insúa, (87. Matías Silvestre), Daniel Bilos (76. Neri Cardozo) – Martín Palermo (85. Marcelo Delgado), Rodrigo Palacio Cheftrainer: Alfio Basile | Boca Juniors |
| UNAM Pumas                                                        | 1:1 Joaquín Botero (53.) | 0:1 Rodrigo Palacio (30.) | Boca Juniors |
| UNAM Pumas                                                        | Darío Verón (49.), Israel Castro (58.), Gonzalo Pineda (86.) | Rolando Schiavi (58.), Fernando Gago (82.), Hugo Ibarra (83.) | Boca Juniors |
| 6. Dezember 2005 in Mexiko-Stadt (Estadio Olímpico Universitario) | | |              |
| Ergebnis: 1:1 (0:1)                                               | | |              |
| Zuschauer: 65.000                                                 | | |              |
| Schiedsrichter: Jorge Larrionda ( Uruguay)                        | | |              |

### Rückspiel
| Boca Juniors                                     | Boca Juniors | UNAM Pumas | UNAM Pumas |
| ------------------------------------------------ | --- | --- | ---------- |
| Boca Juniors                                     | \| 18. Dezember 2005 in Buenos Aires (La Bombonera) \| \| Ergebnis: 1:1 (1:0, 1;0), 4:3 i.E \| \| Zuschauer: 56.000 \| \| Schiedsrichter: Carlos Amarilla ( Paraguay) \| | \| 18. Dezember 2005 in Buenos Aires (La Bombonera) \| \| Ergebnis: 1:1 (1:0, 1;0), 4:3 i.E \| \| Zuschauer: 56.000 \| \| Schiedsrichter: Carlos Amarilla ( Paraguay) \|                                                                              | UNAM Pumas |
| Boca Juniors                                     | Roberto Abbondanzieri – Hugo Ibarra, Rolando Schiavi, Daniel Díaz, Juan Krupoviesa – Sebastián Battaglia , Fernando Gago (71. Pablo Ledesma), Daniel Bilos, (85. Guillermo Barros Schelotto), Federico Insúa – Martín Palermo, Rodrigo Palacio (87. Marcelo Delgado) Cheftrainer: Alfio Basile | Sergio Bernal – Marco Antonio Palacios, Joaquín Beltrán , Darío Verón, Israel Castro – Gerardo Galindo, Gonzalo Pineda, Joaquín Botero (79. Martín Cardetti), Leandro Augusto – Aílton (46. Ismael Íñiguez), Bruno Marioni Cheftrainer: Miguel España | UNAM Pumas |
| Boca Juniors                                     | 1:0 Martín Palermo (31.) | 1:1 Bruno Marioni (54., Elfm.) | UNAM Pumas |
| Boca Juniors                                     | Elfmeterschießen | | UNAM Pumas |
| Boca Juniors                                     | Guillermo Barros Schelotto 1:1 Federico Insúa Martín Palermo 2:2 Rolando Schiavi 3:3 Marcelo Delgado 4:3 Roberto Abbondanzieri | Leandro Augusto 0:1 Gonzalo Pineda Joaquín Beltrán 1:2 Martín Cardetti 2:3 Bruno Marioni Gerardo Galindo | UNAM Pumas |
| Boca Juniors                                     | Hugo Ibarra (32.), Roberto Abbondanzieri (61.), Rodrigo Palacio (65.), Martín Palermo (87.) | Ailton (46.), Bruno Marioni (50.), Gerardo Galindo (79.) | UNAM Pumas |
| 18. Dezember 2005 in Buenos Aires (La Bombonera) | | |            |
| Ergebnis: 1:1 (1:0, 1;0), 4:3 i.E                | | |            |
| Zuschauer: 56.000                                | | |            |
| Schiedsrichter: Carlos Amarilla ( Paraguay)      | | |            |

## Beste Torschützen
| Rang | Spieler         | Klub                    | Tore |
| ---- | --------------- | ----------------------- | ---- |
| 1    | Bruno Marioni   | UNAM Pumas              | 7    |
| 2    | Jorge Quinteros | CD Universidad Católica | 6    |
| 3    | Rodrigo Palacio | Boca Juniors            | 5    |
| 4    | Kléber Pereira  | Club América            | 4    |
|      | Martín Palermo  | Boca Juniors            | 4    |
|      | Diego           | Cruzeiro EC             | 4    |
|      | Tuta            | Fluminense FC           | 4    |
|      | Pablo Escobar   | Club The Strongest      | 4    |